# Эбринген
Эбринген (нем. Ebringen) — община в Германии, в земле Баден-Вюртемберг. 
Подчиняется административному округу Фрайбург. Входит в состав района Брайсгау — Верхний Шварцвальд.  Население составляет 2771 человек (на 31 декабря 2010 года). Занимает площадь 8,18 км².
Коммуна подразделяется на 3 сельских округа.